# Bocaiúva do Sul
Bocaiúva do Sul là một đô thị thuộc bang Paraná, Brasil. Đô thị này có diện tích 826,344 km², dân số năm 2007 là 9910 người, mật độ 12,1 người/km².